# Mohammed ben Salmane
Pour les articles homonymes, voir MBS.
Mohammed ben Salmane ben Abdelaziz Al Saoud (en arabe : محمد بن سلمان بن عبدالعزيز آل سعود), plus souvent appelé Mohammed ben Salmane ou désigné par ses initiales MBS, né le 31 août 1985 à Riyad (Arabie saoudite), est le prince héritier d'Arabie saoudite depuis le 21 juin 2017, et Premier ministre depuis le 27 septembre 2022.
Membre de la dynastie Al Saoud, fils du roi Salmane et petit-fils d'Ibn Saoud, fondateur du royaume, il devient le 23 janvier 2015 le plus jeune ministre de la Défense au monde, ainsi que vice-prince héritier, vice-Premier ministre et président du Conseil des affaires économiques et du développement (CAED) le 29 avril 2015.
Nommé prince héritier en 2017, il est considéré comme un dirigeant autoritaire, lançant une purge la même année qui entraîne le limogeage ou l'arrestation de dizaines de princes, ministres et d’hommes d’affaires, ce qui lui assure le contrôle des principaux leviers du pouvoir dans le royaume. Dès son arrivée aux commandes du pays, il lance l'intervention militaire saoudienne contre les Houthis dans le cadre de la guerre civile yéménite. Celle-ci est suivie en 2017 par une crise diplomatique entre l'Arabie saoudite et le Qatar. Au même moment, il est également mêlé à l'affaire de la rétention du président du Conseil des ministres du Liban de l'époque, Saad Hariri, en Arabie saoudite, et accusé d'avoir commandité l'assassinat du journaliste saoudien Jamal Khashoggi à Istanbul en 2018. Il succède à son père comme Premier ministre en 2022.

## Situation personnelle

### Naissance, famille et études
Mohammed ben Salmane naît le 31 août 1985 à Riyad, la capitale du royaume d’Arabie saoudite. Il est le fils de Salmane ben Abdelaziz Al Saoud et de Fahda bint Falah ben Sultan Al Hithalayn, sa troisième épouse. Contrairement à ses frères qui ont étudié aux États-Unis et au Royaume-Uni, il est diplômé en droit de l'université du Roi-Saoud.

### Mariage et descendance
Il est marié depuis 2008 à la princesse Sara bent Mashour ben Abdelaziz Al Saoud, avec laquelle il a 5 enfants :
- le prince Salmane ;
- le prince Mashour ;
- la princesse Fahda ;
- la princesse Nora ;
- le prince Abdelaziz (né le 17 avril 2021).

### Vie personnelle
Il est connu pour la passion qu'il a pour les jeux vidéo, ce qui fait partie de sa figure de dirigeant jeune et moderne, tranchant avec ses prédécesseurs.
Entre 2015 et 2017, Mohammed ben Salmane a dépensé 1,18 milliard de dollars pour des vacances aux Maldives, sur l’île privée de Velaa. Le prince et ses invités étaient accompagnés de 150 mannequins et de chanteurs de renommée internationale comme Pitbull ou Psy.
En 2015, Mohammed ben Salmane achète au milliardaire russe Yuri Scheffler le yacht Serene pour 458 millions de dollars.
Il achète en novembre 2017 le Salvator Mundi, une peinture attribuée à Léonard de Vinci, pour 450 millions de dollars.

## Début de carrière politique

### Débuts comme conseiller spécial
Mohammed ben Salmane commence sa carrière politique en décembre 2009 en devenant, à 24 ans, conseiller spécial de son père, alors gouverneur de la province de Riyad. En 2011, lorsque Salmane ben Abdelaziz Al Saoud est nommé ministre de la Défense, il devient son conseiller personnel. En 2013, il dirige le cabinet princier à la suite de la nomination de son père en tant que prince héritier.
En avril 2014, il devient secrétaire d'État et membre du gouvernement.
Dans une interview accordée à CBS en 2021, Saad bin Khalid Al Jabri (en), une personnalité centrale des services de renseignement saoudien, déclare qu'en 2014, Mohammed ben Salmane avait sous-entendu qu'il voulait tuer le roi Abdallah pour que son père Salmane accède au trône,. Il rejette toutes ces allégations, et l'ambassade saoudienne a qualifié Al Jabri « d'ancien fonctionnaire discrédité, avec une longue liste d'affabulations et de déclarations trompeuses pour couvrir ses milliards de dollars de fraude financière ».

### Ministre de la Défense

#### Nomination

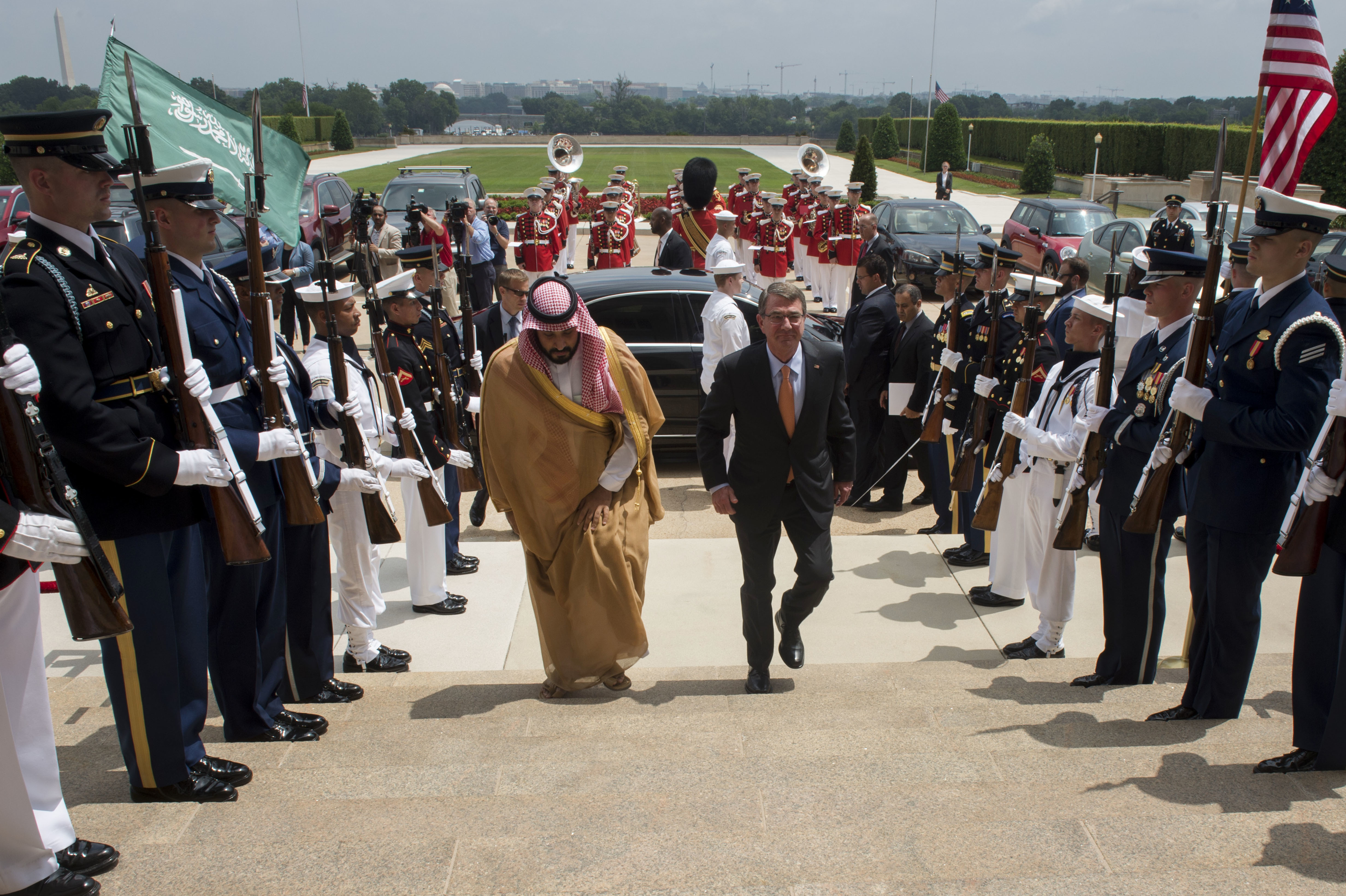
Mohammed ben Salmane et le secrétaire à la Défense des États-Unis Ashton Carter se dirigeant vers le Pentagone (2016).

Le 23 janvier 2015, lors de l'accession de son père au trône, il est nommé ministre de la Défense et chef de la Cour royale à 30 ans, ce qui en fait le plus jeune ministre de la Défense au monde.

#### Opérations militaires
Depuis mars 2015, Mohammed ben Salmane conduit les opérations militaires saoudiennes au Yémen contre les houthis, une organisation armée et politique zaïdite. En avril 2018, il est visé par une plainte déposée à Paris pour complicité d’actes de torture par une organisation humanitaire yéménite, ce qui a débouché sur l'ouverture d'une enquête en octobre 2018.
En décembre 2015, il annonce la mise en place d’une alliance militaire islamique de 41 pays pour lutter contre le terrorisme sous toutes ses formes. Elle comprend un volet sécuritaire et militaire (échange de renseignement, entraînement, équipement et déploiement de forces « si nécessaire »), ainsi qu’un volet « idéologique » pour contrer les capacités d’endoctrinement des groupes djihadistes.

#### Politique étrangère
Le même mois, dans une déclaration publique, le service de renseignement allemand exprime son inquiétude devant la nouvelle politique étrangère du jeune prince, soulignant de quelle façon la « position diplomatique jusqu'ici prudente des chefs aînés de la famille royale est remplacée par une politique interventionniste impulsive » et présente un danger pour la stabilité de la région. Le gouvernement allemand a réagi à la déclaration en affirmant que celle-ci ne reflétait « pas la position du gouvernement fédéral ».
En janvier 2016, il réfute l’éventualité d’une guerre contre l’Iran, estimant qu’un tel conflit « aurait un impact très fort sur le reste du monde ».

#### Critiques de sa politique
Il est l'objet de critiques concernant sa politique intérieure dans le royaume et l'opération militaire Restaurer l'espoir dans la guerre civile yéménite, notamment de la part du journaliste Jamal Khashoggi,. Sa position est remise en cause en raison de son implication présumée dans l'assassinat de celui-ci, survenu le 2 octobre 2018 à Istanbul, dans le consulat d'Arabie saoudite en Turquie.

### Vice-prince héritier et vice-Premier ministre
Le 29 avril 2015, à la suite de la mise à l'écart du prince héritier Moukrine ben Abdelaziz Al Saoud et à son remplacement par Mohammed ben Nayef Al Saoud, ministre de l'Intérieur (en), Mohammed ben Salmane est nommé vice-prince héritier d'Arabie saoudite et second vice-Premier ministre. Il devient également président du nouveau Conseil des affaires économiques et du développement d’Arabie saoudite.

## Prince héritier et Premier ministre d'Arabie saoudite

### Nominations comme prince héritier puis Premier ministre
Le 21 juin 2017, à 31 ans, Mohammed ben Salmane est nommé prince héritier d'Arabie saoudite et premier vice-Premier ministre par son père, le roi Salmane ben Abdelaziz Al Saoud, et le conseil d'allégeance de la famille royale saoudienne en lieu et place de son cousin Mohammed ben Nayef Al Saoud,,. D'après le diplomate François-Aïssa Touazi, Mohammed ben Salmane est « partisan d'un État fort, [et] souhaite privilégier une gestion verticale du pouvoir, plus autoritaire, plus dure, sans concession et sans compromis » pour réformer le royaume. Il s'agit d'une transmission du pouvoir inédite en Arabie saoudite, brisant le système de séniorat dit adelphique (de frère en frère) ; en effet, Mohammed ben Salmane n'est ni le plus âgé de ses cousins, ni l'aîné de sa fratrie mais simplement le fils préféré du roi Salmane. Il devient par la même occasion président du Conseil des affaires politiques et de sécurité.

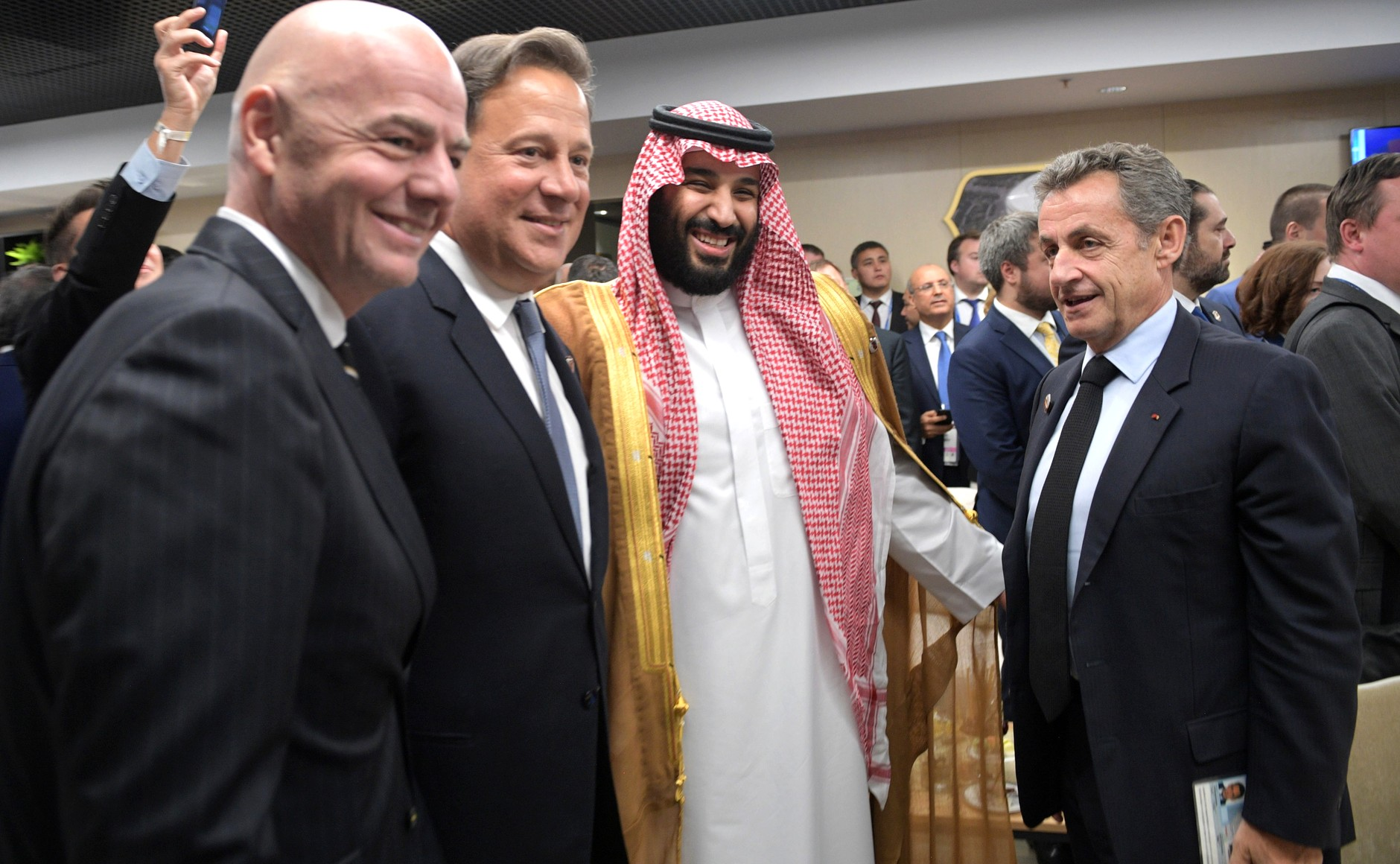
Mohammed ben Salmane avec le président de la FIFA Gianni Infantino (tout à gauche), l'ancien président panaméen Juan Carlos Varela (à gauche) et l'ancien président de la République française Nicolas Sarkozy (à droite) durant la Coupe du monde de football en Russie (2018).

Le 27 septembre 2022, il est nommé Premier ministre, un poste occupé jusque-là par son père et généralement par les monarques eux-mêmes. Cette décision du roi est interprétée comme étant une manière de consolider la succession en faveur de son fils et héritier, et d'obtenir pour lui une immunité par rapport à des poursuites dans le cadre de l'affaire Khashoggi. Il est remplacé au poste de ministre de la Défense par son frère cadet Khaled ben Salmane.

### Politique économique

#### Plan national Vision 2030
Touchée par la baisse du prix du pétrole, l'Arabie saoudite doit réduire le budget de fonctionnement de l'État. Dans le cadre du Programme de transformation nationale lancé en janvier 2016, Mohammed ben Salmane dresse la feuille de route de plusieurs réformes économiques et sociales qui doivent aboutir à une évolution profonde de l'économie saoudienne vers une économie diversifiée, plus ouverte, industrialisée et modernisée. Développement durable, e-gouvernement, rôle des femmes dans l’économie saoudienne, l'ensemble des mesures du plan Vision 2030 a été dévoilé le 25 avril 2016, accompagné de la première interview télévisée de Mohammed ben Salmane.

#### Réformes budgétaires
En raison de la baisse des cours du pétrole en 2015 et de recettes pétrolières revues à la baisse, Mohammed ben Salmane amorce des réformes budgétaires : les subventions sur l'essence, l'eau et l'électricité sont désormais conditionnées aux revenus des ménages saoudiens. Une taxe sur certains produits nocifs pour la santé comme les cigarettes ou les boissons sucrées a également été introduite.
En avril 2017, Mohammed ben Salmane rétablit la plupart des bonus et aides aux fonctionnaires.

#### Libéralisation économique
Président du Conseil des affaires économiques et du développement (CAED) depuis le 29 avril 2015 et président du Conseil suprême de la compagnie nationale saoudienne d'hydrocarbures Saudi Aramco, il est responsable de la politique pétrolière et économique du royaume.
L’objectif du plan Vision 2030 est de diversifier l’économie du pays en réduisant sa dépendance vis-à-vis du pétrole. Mohammed ben Salmane décrit cette réforme comme « thatchérienne ». Elle repose notamment sur la libéralisation des prix du marché de l’énergie, le développement de secteurs sous-exploités (mines d’uranium, tourisme religieux), ainsi que la mise en œuvre d’une politique de privatisation (santé, éducation, secteurs militaires), l’introduction d’une taxe sur la valeur ajoutée et la réduction des aides sociales,.
Il impulse également une profonde réforme de l’administration du royaume, en important la méthode de gouvernance anglo-saxonne des Key Performance Indicators (KPI) qui vise à assigner aux hauts fonctionnaires des objectifs précis.

#### Économie et société
En janvier 2016, Mohammed ben Salmane annonce qu'un projet de privatisation partielle de Saudi Aramco est à l'étude et qu'une décision sera prise dans les prochains mois,. Cette privatisation de 5 % du capital de la compagnie pétrolière nationale pourrait donner naissance à la première capitalisation boursière mondiale, estimée à 2 000 milliards de dollars. Elle traduit une volonté nouvelle d'ouverture du capital aux investisseurs étrangers,. Le prince héritier a annoncé que le produit de la vente des 5 % et des dividendes, qui serviront à alimenter le Fonds public d'investissement d'Arabie saoudite (Public Investment Fund ou PIF), seront réinvestis dans d’autres secteurs dans le cadre de la diversification de l’économie.
Devant la montée du chômage, il fait expulser des dizaines de milliers de travailleurs yéménites et instaure de nouvelles taxes sur la main-d’œuvre étrangère. Plus de 100 000 Yéménites ont été expulsés en 2017 et 2018.

#### Neom
Le 24 octobre 2017, lors d'une conférence intitulée Future Investment Initiative réunie à Riyad, Mohammed ben Salmane dévoile NEOM, un projet de zone de développement économique et « mégapole high-tech » sur les rives de la mer Rouge (Golfe d'Aqaba, essentiellement dans la province de Tabuk),.
Le 25 juillet 2022, Mohammed ben Salmane présente les nouveaux plans de NEOM ainsi que son projet phare appelé « The Line ». Faisant partie du plan Vision 2030, ce dernier formera le centre de la cité futuriste et sera constitué de deux gigantesques gratte-ciel parallèles de 500 mètres de haut sur 200 mètres de large et s'étendant sur 170 kilomètres. D'après les objectifs fixés par Mohammed ben Salmane, « The Line » pourra accueillir 1,2 million d’habitants en 2030 et 9 millions d’habitants à terme en 2045. Sur le site web dédié au projet, il est indiqué que ce projet « utilisera des énergies 100 % renouvelables et 95 % des terres seront préservées pour la nature. Contrairement aux villes traditionnelles, la santé et le bien-être des personnes passeront avant les transports et les infrastructures ». NEOM devrait dépasser les 500 milliards de dollars et sera entièrement financé par l’Arabie Saoudite.

### Politique sociale et religieuse

#### Relations avec les autorités religieuses
En marge de la conférence Future Investment Initiative du 24 octobre 2017, Mohammed ben Salmane affirme vouloir mettre fin à l'influence notable que les milieux religieux conservateurs exercent sur la société saoudienne depuis des décennies, en déclarant : « Nous ne ferons que retourner à un islam modéré, tolérant et ouvert sur le monde et toutes les autres religions », tout en ajoutant : « Nous n'allons pas passer 30 ans de plus de notre vie à nous accommoder d'idées extrémistes et nous allons les détruire maintenant ». Il veut notamment favoriser l'accès des femmes au marché de l'emploi. Depuis février 2018, les femmes peuvent créer et gérer leur propre entreprise sans autorisation préalable d’un tuteur masculin. Depuis la même date, des postes militaires sont ouverts aux femmes dans plusieurs provinces d’Arabie saoudite. Il estime que « les lois de la charia sont très claires. Comme les hommes, les femmes doivent s'habiller de manière décente », mais précise au sujet de ces dernières que ça « ne signifie pas porter une abaya ou un foulard noir ». Pour la journaliste française Clarence Rodriguez, correspondante de France Inter en Arabie saoudite de 2005 à 2017, ces mesures sont de la communication et de la « poudre aux yeux » à destination de l'Occident, rappelant que quelques semaines avant leur annonce, une dizaine de militantes féministes réclamant le droit de conduire ont été arrêtées, la majorité d'entre elles étant toujours en prison plusieurs mois après, certaines ayant été torturées.
Il déclare que l'État d'Israël, comme la Palestine, a droit de cité et présente l'Arabie saoudite comme « la première victime de l'extrémisme ».
Outre le tourisme religieux qui est un secteur capital de l’économie saoudienne, le royaume tend à s’ouvrir au tourisme non religieux. Les cinémas ou les randonnées sur les sites naturels et archéologiques du pays se développent,.
Selon le politologue français Stéphane Lacroix, chercheur au Centre de recherches internationales (CERI) : « Avec MBS, les deux dossiers avancent toujours en parallèle. Il veut être à la fois le grand modernisateur autoritaire, qui met à bas le système saoudien traditionnel, et le porte-étendard du volontarisme saoudien face à l’Iran. L’histoire s’accélère. ». Cela suscite toutefois des critiques, notamment sur la personnalisation inédite du pouvoir en Arabie saoudite ainsi que concernant l'emprisonnement de personnalités politiques progressistes et conservatrices.
Pour Stéphane Lacroix, Mohammed ben Salmane a besoin de la légitimation religieuse et ne veut pas briser le pacte entre le prince et les oulémas qui forme la base du système wahhabite. Cependant il souhaite en redéfinir les termes : « Historiquement, il y a un partage des tâches entre les princes et les ulémas. Les princes gouvernent en toute indépendance et les ulémas ne se mêlent pas de politique et soutiennent les décisions des princes, en échange de quoi ces derniers sous-traitent aux religieux la définition de la norme religieuse et surtout le contrôle de la société par la norme religieuse. C’était un État bicéphale. Mohammed ben Salmane ne veut pas supprimer la place des religieux, mais les mettre sous la tutelle du politique. En gros, il veut faire des religieux en Arabie l’équivalent d’al-Azhar en Égypte. Cela ne veut pas dire qu’il ne va pas utiliser le conservatisme religieux quand il en aura besoin. ».

#### Purges de novembre 2017 et de mars 2020

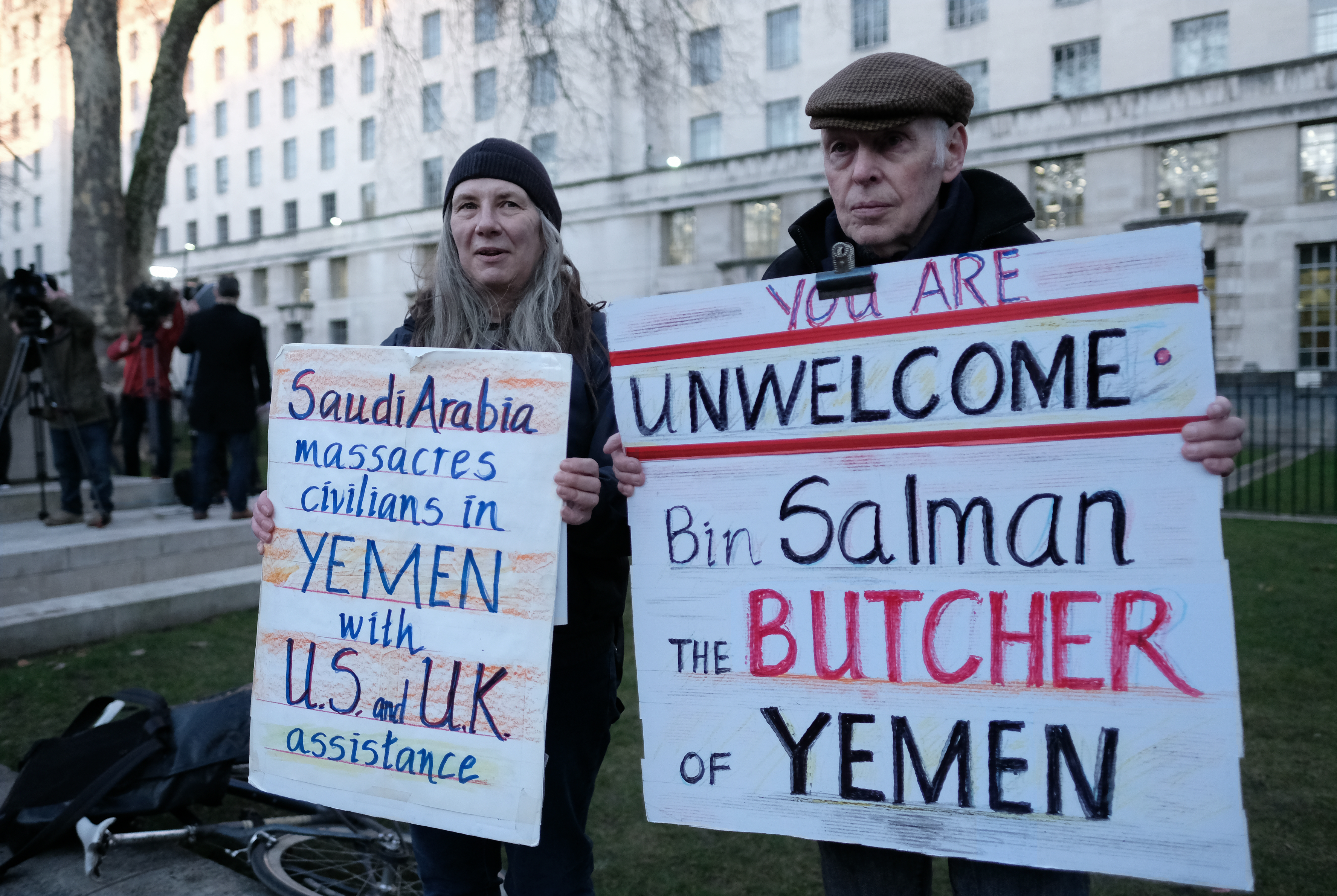
Des manifestants anti-Mohammed ben Salmane lors de sa venue à Londres (2018).

Le 4 novembre 2017, une commission « anticorruption » est créée par décret royal, avec Mohammed ben Salmane à sa tête. Le soir même, la commission fait arrêter 4 ministres, 11 princes dont le milliardaire Al-Walid ben Talal Al Saoud, et des dizaines d'anciens ministres, fait limoger les chefs de la Garde nationale et de la Marine, et fait immobiliser des jets privés à Djeddah afin d'éviter des fuites hors du territoire. Les enquêtes de la commission concernent entre autres la gestion des inondations meurtrières qui ont dévasté la ville de Djeddah en 2009.
Le même jour, l'hôtel Ritz-Carlton de Riyad est réquisitionné par le gouvernement pour servir de prison de luxe aux personnalités arrêtées. Au total, ce sont plus de 300 personnes qui y sont logées. Entre novembre 2017 et février 2018, un bon nombre d'entre elles sont libérées au terme d'arrangements consistant à rembourser le Trésor saoudien des sommes dont les autorités s'estiment flouées. Selon le quotidien américain du Wall Street Journal, le gouvernement saoudien aurait visé des liquidités et des actifs d'une valeur allant jusqu'à 800 milliards de dollars.
Les arrestations ont abouti à la mise à l'écart définitive de la faction du défunt roi Abdallah ben Abdelaziz Al Saoud et à la consolidation complète par Mohammed ben Salmane du contrôle des trois branches des forces de sécurité, faisant de lui l'homme le plus puissant d'Arabie saoudite depuis son grand-père, le premier roi, Ibn Saoud.
Les 4 et 6 mars 2020, il fait arrêter les princes Mohammed ben Nayef Al Saoud, Ahmed ben Abdelaziz Al Saoud, Nawaf ben Nayef et Nayef ben Ahmed.

#### Autoritarisme
Mohammed ben Salmane a entamé, à partir de son accession aux pleins pouvoirs, une politique de répression féroce, visible au travers de la hausse des décapitations (48 rien que pour les quatre premiers mois de 2017), mais aussi et surtout au travers des arrestations et détentions arbitraires de défenseurs des droits de l'homme. Il est également accusé d'être le commanditaire de l'assassinat du journaliste Jamal Khashoggi, démembré dans le consulat saoudien à Istanbul en Turquie par un commando de militaires saoudiens. Il a également durci et militarisé ses relations avec ses voisins qataris et iraniens, donnant lieu à la guerre civile yéménite, laquelle est à l'origine de la plus grande famine de l'histoire du XXIe siècle.
Le politologue Stéphane Lacroix observe que Mohammed ben Salmane joue beaucoup la carte de l'ultranationalisme : « Un discours ultranationaliste qui ressemble en fait à celui des pays autoritaires arabes suivant un schéma bien particulier : le pays est attaqué par ses ennemis, il faut tous être derrière le dirigeant, on parle de complot à longueur de journée dans la presse saoudienne (l’Iran, le Qatar, l’affaire Khashoggi, etc.), on arrête les opposants qualifiés de traîtres… Tout un langage qu’on n’utilisait pas avant ». Selon lui, avec Mohammed ben Salmane l'Arabie saoudite passe aussi d'un « autoritarisme mou, de consensus » à un autoritarisme arabe classique : « Il y a une stratégie de la terreur et du blocage du débat, un niveau de peur jamais vu ».
En 2019, pendant une visite du roi Salmane ben Abdelaziz Al Saoud en Égypte, Mohammed ben Salmane se fait donner le titre de vice-roi par les médias d'État, chose jugée inhabituelle par certains observateurs. Selon le quotidien britannique The Guardian, des tensions entre Mohammed ben Salmane et le roi auraient amené ce dernier à revoir la composition de son équipe de sécurité pendant ce voyage de peur qu'un coup de palais soit tenté.
Le recours à la peine de mort s'intensifie avec plus de 300 exécutions en 2024 selon l'ONG Reprieve.

### Politique étrangère

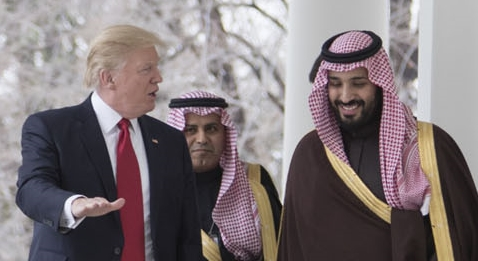
Mohammed ben Salmane à la Maison-Blanche avec le président des États-Unis Donald Trump (2017).

Le 22 novembre 2018, le prince héritier a entamé à Abu Dhabi sa première visite à l'étranger, depuis l’assassinat du journaliste saoudien Jamal Khashoggi, le 2 octobre 2018 au consulat de son pays à Istanbul. Six pays sont prévus pour marquer la tournée de Mohammed ben Salmane : les Émirats arabes unis, le Bahreïn, la Tunisie, l’Égypte, l’Algérie et la Mauritanie. Le SNJT (Syndicat national des journalistes tunisiens (en)) et une dizaine d'organisations, dont la Ligue des droits de l'homme ou l'Association des femmes démocrates (ATFD) ont dénoncé la visite du prince héritier en Tunisie en appelant à des manifestations.
En visite en Argentine, le 28 novembre 2018, dans le cadre de la G20, l'organisation non gouvernementale Human Rights Watch (HRW) porte plainte contre le prince héritier pour son implication dans le meurtre du journaliste Jamal Khashoggi,. 
Il fait préparer par ses généraux un plan d'invasion de l'Iran. 
Il manifeste certaines velléités de rapprochement avec Israël, déclarant notamment en avril 2018 : « Il y a beaucoup d’intérêts que nous partageons avec Israël et, s’il y a la paix, il y aura beaucoup d’intérêts entre Israël et les pays du Conseil de coopération du Golfe ». La chaîne de télévision saoudienne Al-Arabiya, très proche du régime, présente en 2020 « l'accord du siècle » dévoilé par le président des États-Unis Donald Trump et le Premier ministre d'Israël Benjamin Nétanyahou comme un « plan de paix ». La guerre de Gaza de 2023-2024 interrompt la politique de rapprochement avec Israël entreprise par Mohamed ben Salmane, lequel doit composer avec les sympathies du peuple saoudien pour la cause palestinienne. Selon le mensuel américain The Atlantic, il déclare lors d'un entretien avec Antony Blinken en janvier 2024 : « Est-ce que je me soucie personnellement de la question palestinienne ? Non, mais mon peuple, oui ». 
En visite à l'Union européenne, le 26 juillet 2022, Mohammed ben Salmane est arrivé en Grèce pour signer des accords sur les technologies de transport maritime, d'énergie et de défense. Le 28 juillet 2022, il a été accueilli en France par le président Emmanuel Macron malgré la colère des défenseurs des droits de l'homme qui ont critiqué la visite comme inappropriée. L'Arabie saoudite est considérée par beaucoup en Occident comme un allié crucial car son accès au pétrole et des achats d'armes, malgré des inquiétudes concernant les dossiers des droits de l'homme du Royaume.

#### Guerre au Yémen
L'intervention saoudienne au Yémen en 2015 est en partie présentée comme le résultat de la politique personnelle du prince héritier, cette guerre lui permettant d'asseoir sa stature de ministre de la Défense et d'homme d'État,. Depuis, les échecs de la coalition ont fragilisé sa position notamment vis-à-vis des États-Unis.
Les critiques vis-à-vis de la coalition sous la direction du prince héritier se sont accrues à mesure que la presse internationale dévoilait l'ampleur des souffrances des populations civiles. La coalition est ainsi accusée, du fait des nombreuses mesures économiques punitives visant à saper les rebelles houthis, d'avoir aggravé la situation des civils et d'être en partie responsable de la crise alimentaire qui touche le pays. En 2018, une association yéménite de défense des droits de l'homme a ainsi porté plainte contre Mohammed ben Salmane, l'accusant d'avoir « sciemment » attaqué des populations civiles au Yémen,.

#### Affaire de l'enlèvement de Saad Hariri
Le 4 novembre 2017, Saad Hariri, le président du Conseil des ministres du Liban, annonce sa démission depuis Riyad. Selon les autorités libanaises, Saad Hariri a été détenu en Arabie saoudite sur ordre des Saoudiens, notamment Saoud al-Qahtani, et contraint de démissionner ; le président libanais, Michel Aoun, déclare : « Rien ne justifie que Hariri ne revienne pas après 12 jours. Nous le considérons donc comme en captivité et détenu, ce qui est contraire à la convention de Vienne ». Certains observateurs jugent que cet enlèvement s'inscrit à la fois dans la purge de 2017 en Arabie saoudite et dans la Guerre froide au Moyen-Orient. Après une escalade diplomatique, puis la médiation du président de la République française Emmanuel Macron, Saad Hariri revient au Liban et conserve son poste de président du Conseil des ministres, après avoir réaffirmé la neutralité libanaise.

#### Assassinat de Jamal Khashoggi

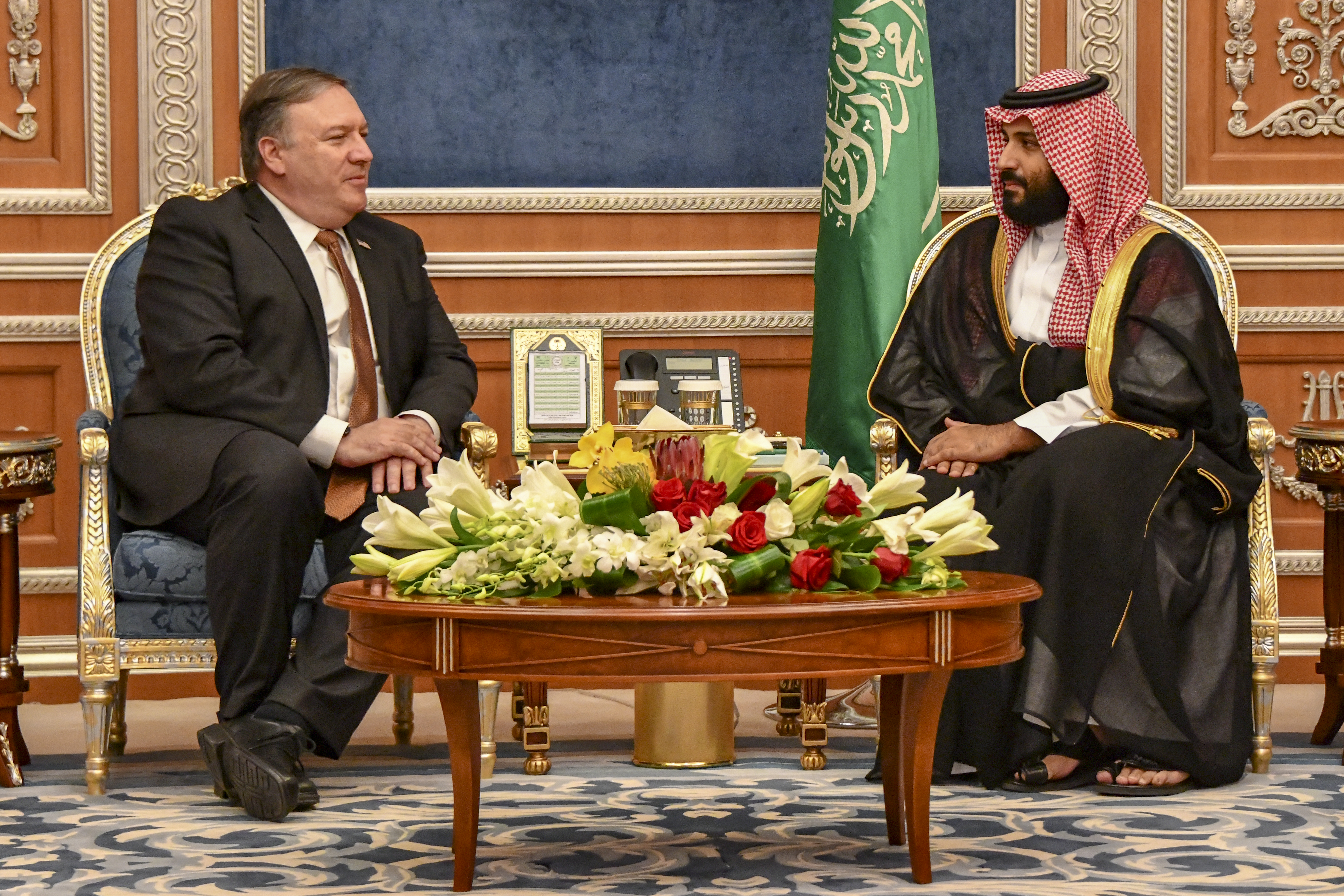
Le secrétaire d'État des États-Unis Mike Pompeo à Riyad avec le prince héritier d'Arabie saoudite Mohammed ben Salmane pour discuter du cas du journaliste Jamal Khashoggi (2018).

En octobre 2018, Jamal Khashoggi, un journaliste saoudien critique du régime est porté disparu depuis son entrée dans le consulat de l'Arabie saoudite à Istanbul pour une démarche administrative. Selon des responsables turcs l’éditorialiste saoudien aurait été torturé et assassiné par une équipe d’agents saoudiens à l'intérieur du consulat, ce que l’Arabie saoudite a démenti dans un premier temps,. Les enquêtes menées par les autorités turques ont cependant permis d’identifier les identités des membres d’une équipe de 15 Saoudiens dont un expert en médecine légale qui ont fait un aller-retour à Istanbul le jour de la disparition du dissident saoudien. Selon le Middle East Eye, sept des 15 suspects dans l’assassinat de Jamal Khashoggi font partie de la sécurité rapprochée du prince héritier.  
Le 20 octobre 2018, l’Arabie saoudite a fini par reconnaître le meurtre de Jamal Khashoggi à l’intérieur du consulat. Riyad a également annoncé le limogeage du général Ahmed Assiri et de Saoud al-Qahtani homme-clé de l’entourage de Mohammed ben Salmane ainsi que l’arrestation de 18 suspects,. Le quotidien américain du Washington Post révèle que selon des renseignements recueillis par les services secrets américains, Mohammed ben Salmane avait ordonné une opération pour ramener Jamal Khashoggi en Arabie saoudite afin de le placer en détention. Selon John Sawers, un ancien chef du Secret Intelligence Service (MI6), service secret britannique, les preuves attestent l’implication de Mohammed ben Salmane dans l’assassinat de Jamal Khashoggi. Dans son analyse, John Sawers exclut également la théorie avancée par le parquet saoudien pour dédouaner Mohammed ben Salmane.
Le 24 octobre 2018, le prince héritier qualifie d’« incident hideux » l’assassinat du journaliste dissident en soulignant que l’Arabie saoudite coopérait avec la Turquie pour élucider ce crime.
Le 15 novembre 2018, le parquet saoudien absout le prince héritier d'Arabie saoudite dans l’assassinat de Jamal Khashoggi. Le porte-parole du procureur général Shaalan al-Shaalan a déclaré que Mohammed ben Salmane n’avait aucune connaissance du dossier en rajoutant que la victime avait été droguée et démembrée à l’intérieur du consulat. Le procureur général a requis la peine de mort contre cinq accusés de ce crime.
Le 20 novembre 2018, le président des États-Unis Donald Trump a reconnu que le prince héritier « pourrait avoir eu connaissance » du meurtre de Jamal Khashoggi,.
Selon le quotidien américain du Washington Post, la Central Intelligence Agency (CIA) a conclu que le prince héritier d'Arabie saoudite était le commanditaire de l'assassinat du journaliste Jamal Khashoggi à Istanbul,,. Quelque temps plus tard, deux sénateurs américains, Bob Corker, chef de la commission des Affaires étrangères et Lindsey Graham, informés à huis clos des conclusions de la CIA, ont tous deux affirmé n'avoir « aucun » doute sur l'implication du prince héritier d'Arabie saoudite dans le meurtre du journaliste.
Dans une interview accordée en octobre 2019 à la chaîne américaine Columbia Broadcasting System (CBS), Mohammed ben Salmane nie toute implication dans l'assassinat de Jamal Khashoggi mais déclare en assumer la responsabilité puisque l'assassinat a été perpétré par des agents saoudiens et qu'il est dirigeant du pays. 
Le 26 février 2021, le bureau de la directrice du renseignement national américain déclassifie un rapport de la CIA datant de 2018, dans lequel il est mentionné que Mohammed ben Salmane est le commanditaire de l'assassinat de Khashoggi, et qu'il l'a « validé ». Les États-Unis mettent alors en place une interdiction d'accès à leur territoire contre 76 Saoudiens accusés d'être impliqués dans cette affaire, à l'exception de Mohammed ben Salmane,.
Le 1er mars 2021, l'organisation non gouvernementale Reporters sans frontières (RSF) dépose une plainte pour « crimes contre l’humanité » contre Mohammed ben Salmane devant le procureur général de la cour fédérale allemande — en application du principe de Compétence universelle, visant la persécution des journalistes en Arabie saoudite, en s'appuyant notamment sur l'affaire Khashoggi.

### Activité de mécénat
En 2011, lors du printemps arabe, le royaume saoudien, craignant une contagion révolutionnaire, injecte 130 milliards de dollars supplémentaires dans le budget de l’État afin d'assurer la paix sociale. La même année, Mohammed ben Salmane fonde la fondation MiSK, dont il devient le président du comité exécutif. Cette fondation affiche comme objectif d'accompagner les jeunes du royaume dans les domaines de la technologie, des arts, de la culture, du social ou de l’entrepreneuriat,. Cette fondation est l’une des premières associations à but non lucratif d’Arabie saoudite. Elle soutient des initiatives internationales, comme le 9e Forum de l'Organisation des Nations unies pour l'éducation, la science et la culture (UNESCO) des jeunes en 2015. Mohammed ben Salmane utilise également la fondation MiSK pour porter le projet « Vision 2030 », visant à moderniser le pays,.

## Décorations
- Collier de l'ordre du roi Abdelaziz ( Arabie saoudite).

- Collier de l'ordre du Cheikh Issa ben Salmane Al Khalifa (en) ( Bahreïn)[121].
- Collier de l'ordre de Zayed ( Émirats arabes unis)[122].
- Collier de l’ordre de Ali ibn Hussein ( Jordanie)[123].
- Collier de l'ordre de Mubarak le Grand (en) ( Koweït)[124].
- Collier de l'ordre d'Oman ( Oman)[125].

- Grand-cordon de l'ordre de la République de Pakistan (en) ( Pakistan)[126].
- Grand-cordon de l'ordre de la République ( Tunisie)[127].
- Première classe de l'ordre du Prince Iaroslav le Sage ( Ukraine)[128].

### Ouvrages
- Christine Ockrent, Le Prince mystère de l'Arabie. Mohammed Ben Salman, les mirages d'un pouvoir absolu, Robert Laffont, 2018.

### Articles
- Nabil Mouline, « Petits arrangements avec le wahhabisme », sur Le Monde diplomatique, janvier 2018.